# Teruel (província)
Teruel (em aragonês: Tergüel) é uma província no centro da Espanha, a sul da comunidade autónoma de Aragão. A sua capital é Teruel
A província estende-se por uma área de 14.89 km², como população de 138.686 habitantes, segundo os censos de 2003, dos quais cerca de um quarto vive na capital. A província tem, de densidade populacional, 9,36 hab/km². Contém 236 municípios, dos quais mais de metade são vilas de população inferior a 200.
De geografia montanhosa, o seu clima é bastante seco, produzindo diferenças térmicas de até 20 °C em poucas horas durante algumas épocas do ano. Em Teruel, a capital, as temperaturas máximas são de 39 °C (3 de julho de 1994) e -19 °C (26 de dezembro de 2001).
A enconomia baseia-se principalmente no cultivo de cereais e no turismo. É uma importante produtora de presunto com denominação de origem. O sector mineiro e eléctrico são também importantes, já que existem grandes explorações mineiras de carbono. Dispõe de duas centrais térmicas de carbono, como a de Andorra (1050 MW) e a de Escucha.
Dispõe de duas estações de esqui pertencentes ao grupo Araón: Javalambre e Valdelinares, ambas nas serras de Javalambre e Gúdar, ao sul da província.
Como reacção ao despovoamento e baixo desenvolvimento económico, existe um movimento civil designado «Teruel Existe» que se propõe a defender a revitalização da província, culpando o Estado pela falta de inversões nas infraestruturas de comunicações.